# Gesso alabastrino
Il gesso alabastrino è un materiale da costruzione utilizzato in particolare per lavori di stuccatura.

## Composizione e preparazione
Chimicamente si tratta di un solfato di calcio semiidrato, ottenuto con un processo di calcinazione, ovvero sottoponendo a cottura in forno, solitamente a metano, il gesso (solfato di calcio biidrato), con temperatura costante ed avendo cura che il materiale sia il più possibile omogeneo. Il prodotto ottenuto viene raffinato in modo da ottenere una dimensione granulometrica assai fine.

## Utilizzo
Il gesso alabastrino è particolarmente adatto alla stuccatura, alla realizzazione di stampi ed all'integrazione di oggetti in ceramica. Il materiale viene miscelato con acqua (solitamente nel rapporto di 140 parti per 100 di acqua) a mano o con miscelatori a basso numero di giri fino ad ottenere un impasto senza grumi e omogeneo.

## Caratteristiche tecniche
- Aspetto: polvere bianca compatta
- Tempo di lavorabilità a 23 °C: 6 min.
- Tempo di presa iniziale a 23 °C: 8 min.
- Tempo di presa finale a 23 °C: 20 min.
- Durezza Brinell: 80-90 N/mm²
- Resistenza a compressione: 13 N/mm²
- Espansione lineare di presa (dopo 2 ore): 0,15%